# 20 Pułk Piechoty Liniowej
20 Pułk Piechoty Liniowej polski pułk piechoty okresu powstania listopadowego

## Formowanie i zmiany organizacyjne
Po abdykacji Napoleona, car Aleksander I wyraził zgodę na odesłanie oddziałów polskich do kraju. Miały one stanowić bazę do tworzenia Wojska Polskiego pod dowództwem wielkiego księcia Konstantego. 13 czerwca 1814 roku pułkowi wyznaczono miejsce koncentracji w Łomży.  Pułk nie został jednak odtworzony, bowiem etat armii Królestwa Polskiego przewidywał tylko 12 pułków piechoty. Nowe pułki piechoty sformowano dopiero po wybuchu powstania listopadowego. Rozkaz dyktatora gen. Józefa Chłopickiego z 10 stycznia 1831 roku nakładał obowiązek ich organizowania na władze wojewódzkie. 20 pułk piechoty tworzony był w województwie mazowieckim pierwotnie pod nazwą: 2 Pułk Województwa Mazowieckiego. Zgodnie z etatem pułk miał składać się ze sztabu i trzech batalionów piechoty liniowej po cztery kompanie, winien liczyć 57 oficerów, 216 podoficerów, 40 muzykantów, i 2355 szeregowych frontowych i 27 żołnierzy niefrontowych. W sumie w pułku miało służyć 2695 żołnierzy.
Pułk wszedł w skład nowo sformowanej 3 Dywizji Piechoty. 26 kwietnia 1831 przeprowadzono kolejną reorganizacje piechoty armii głównej dzieląc ją na pięć dywizji. Pułk znalazł się w 2 Brygadzie 5 Dywizji Piechoty.

## Żołnierze pułku
Pułkiem dowodzili:
- ppłk Antoni Klimkiewicz (13 stycznia 1831),
- ppłk Władysław Podczaski[6] (15 kwietnia 1831, awansował na płk 30 sierpnia).

Oficerowie pułku:
- kpt. Leonard Rettel

## Walki pułku
Pułk brał udział w walkach w czasie powstania listopadowego.
Bitwy i potyczki:
- Grochów (25 lutego),
- Węgrów (9,10 i 14 kwietnia),
- Liw (9 i 10 kwietnia),
- Nur (22 maja),
- Ostrołęka (26 maja),
- Nasielsk(26 czerwca),
- Międzyrzecz (29 sierpnia),
- Terespol (2 września),
- Kazimierz Dolny (14 września)
- Józefów (15 września).

W 1831 roku, w czasie wojny z Rosją, żołnierze pułku otrzymali 1 kawalerski, 14 złotych i 29 srebrnych krzyży Orderu Virtuti Militari.

## Uzbrojenie i umundurowanie
Uzbrojenie podstawowe piechurów stanowiły karabiny skałkowe. Pierwotnie  było to karabiny francuskie wz. 1777 (kaliber 17,5 mm), później zastąpione rosyjskimi z fabryk tulskich wz. 1811 (kaliber 17,78 mm). Poza karabinami piechurzy posiadali bagnety i tasaki (pałasze piechoty). Wyposażenie uzupełniała łopatka saperska, ładownica na 40 naboi oraz pochwa na bagnet. 
Umundurowanie piechura składało się z granatowej kurtki i sukiennych, białych spodni. Poszczególne pułki miały odmienne kolory naramienników, wyłogów oraz kołnierzy. Używano czapek czwórgraniastych. Po reformie w roku 1826 wprowadzono pantalony zapinane na guziki. Czapki czwórgraniaste zastąpiono kaszkietami z czarnymi daszkami i białymi sznurami. Na kaszkiecie znajdowała się blacha z orłem, numer pułku oraz ozdobny pompon.
Wypustki żółte, otok żółty.